# Präfektur Kyōto
Die Präfektur Kyōto (jap. 京都府, Kyōto-fu, im Deutschen meist Kyoto oder Kioto) ist eine der Präfekturen Japans und liegt im Kansai-Gebiet auf der Insel Honshū. Sitz der Präfekturverwaltung von Kyōto ist die gleichnamige Stadt Kyōto (Kyōto-shi), in der auch mehr als die Hälfte der Einwohner der Präfektur Kyōto lebt.

## Geographie
Die Präfektur Kyōto liegt im Zentrum des japanischen Archipels und nimmt flächenmäßig Platz 31 unter allen japanischen Präfekturen ein. Ihre Nordküste liegt am Japanischen Meer. Im Nordosten liegt die Präfektur Fukui, im Osten die Präfekturen Shiga und Mie, im Süden die Präfekturen Osaka und Nara, und im Westen Hyōgo.

## Politik
Gouverneur von Kyōto ist seit 2018 der ehemalige beamtete Wiederaufbaustaatssekretär Takatoshi Nishiwaki. Bei der Gouverneurswahl im April 2022 wurde er mit breiter antikommunistischer Unterstützung (LDP, KDP, Kōmeitō, DVP) gegen den KPJ-gestützten Gewerkschafter Ken Kajikawa mit Zweidrittelmehrheit für eine zweite Amtszeit bestätigt.
Im regulär 60-köpfigen Präfekturparlament Kyōto blieb bei den Wahlen 2023 die Liberaldemokratische Partei stärkste Partei, die Kommunistische Partei Japans fiel auf neun Sitze zurück, die Nippon Ishin no Kai legte deutlich zu und gewann ebenfalls neun Sitze. Ihre anschließend formierte Gemeinschaftsfraktion mit der DVP löst die KPJ als zweitstärkste Kraft ab.
Im nationalen Parlament ist Kyōto durch sechs Abgeordnete im Unterhaus und vier Abgeordnete im Oberhaus vertreten. Nach den Parlamentswahlen 2019, 2022, 2024 und seitherigen Parteiumbildungen besteht die direkt gewählte Delegation Kyōtos derzeit aus (Stand: November 2024):
- im Unterhaus
  - für den Wahlkreis Kyōto 1, der zentrale Teile der Stadt Kyōto umfasst: Yasushi Katsume (LDP, 2. Amtszeit), ein ehemaliger Nationalbeamter, der sich 2021 als Nachfolger des langjährigen LDP-Abgeordneten Bunmei Ibuki durchsetzte,
  - für den Wahlkreis 2 mit dem Nordosten der Stadt Kyōto: Seiji Maehara (Ishin, 11. Amtszeit),
  - für den Wahlkreis 3 mit dem Süden der Stadt Kyōto und südwestlichen Vororten inklusive der Stadt Nagaoka-kyō: Kenta Izumi (KDP, 9. Amtszeit)
  - für den Wahlkreis 4 mit dem zentralen Teil Kyōtos inklusive des Nordwestens der Stadt Kyōto und der Stadt Kameoka: Keirō Kitagami (parteilos zur Fraktion Yūshi no kai aus ehemaligen Demokraten, 5. Amtszeit),
  - für den Wahlkreis 5 mit dem ländlicheren Nordwesten am Japanischen Meer und den Städten Maizuru und Fukuchiyama: Tarō Honda (LDP, 2. Amtszeit), der 2017 die Tanigaki-Familie ablöste, die Kyōto seit 1960 im Parlament vertreten hatte,
  - für den Wahlkreis 6 mit den Gemeinden im Süden von Kyōto einschließlich der Stadt Uji: Kazunori Yamanoi (KDP, 9. Amtszeit),
- im Oberhaus
  - bis 2025
    - Shōji Nishida (LDP, 3. Amtszeit),
    - Akiko Kurabayashi (KPJ, 2. Amtszeit), die 2013 den ersten Mehrheitswahlsitz für die KPJ seit 1998 in ihrer traditionellen Hochburg erringen konnte,

  - bis 2028
    - Akira Yoshii (LDP, 1. Amtszeit), vorher Abgeordneter im Stadtparlament Kyōto, und
    - Tetsurō Fukuyama (KDP, 5. Amtszeit), von 2017 bis 2021 Generalsekretär von „alter“ und „neuer“ KDP.

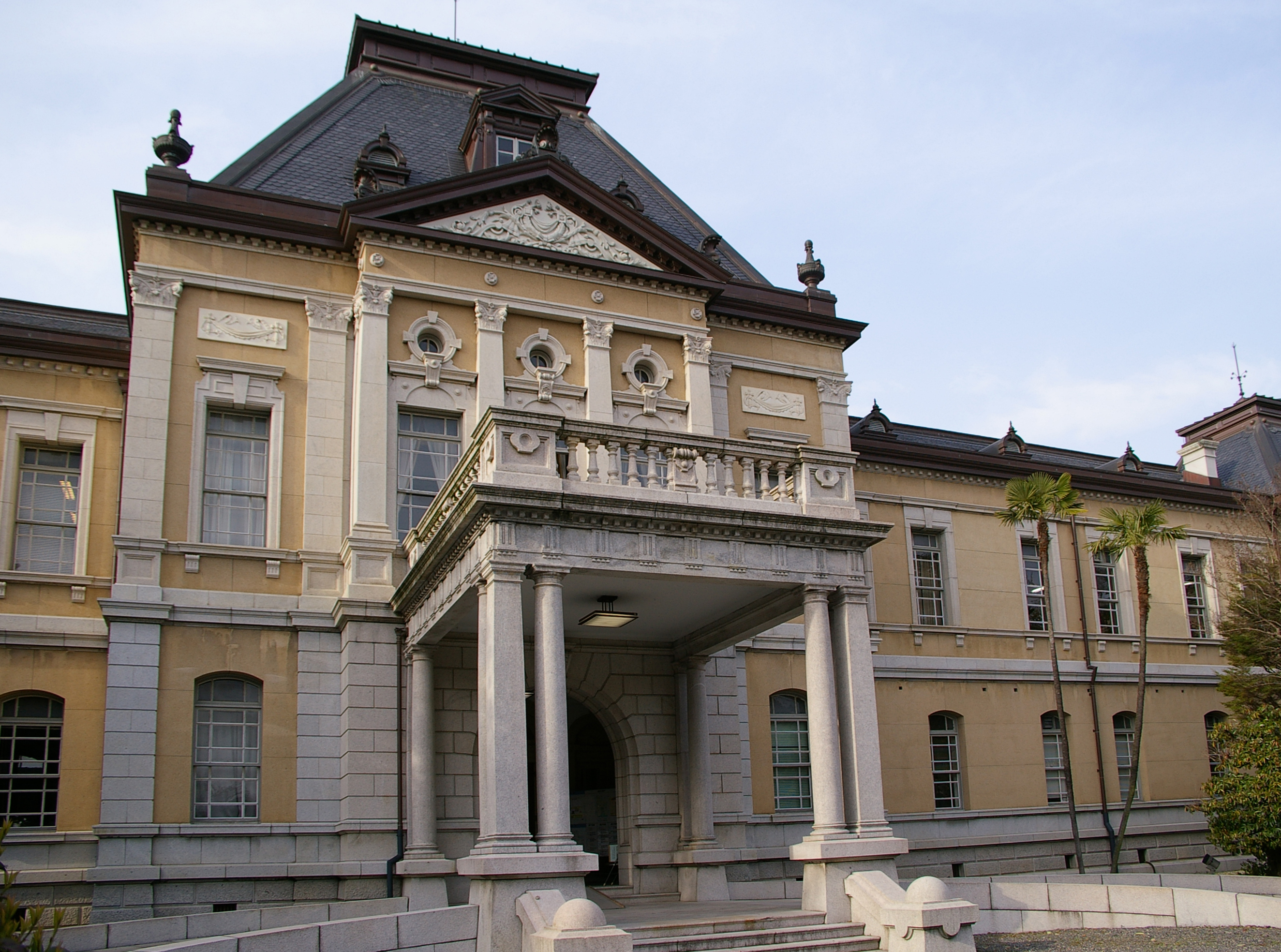
Das 1904 erbaute ehemalige Hauptgebäude der Präfekturverwaltung wurde 2002 zum „wichtigen Kulturgut“ Japans designiert.

## Verwaltungsgliederung
1868 in der Meiji-Restauration wurden die ersten -fu und -ken hauptsächlich auf dem Gebiet der ehemaligen Shogunats-/nun Krondomäne inklusive der ehemaligen Shogunats-/Reichsstädte eingeführt. Dabei ersetzte die Präfektur Kyōto die vorherigen Shogunatsverwalter für die Stadt Kyōto und die umliegende Krondomäne (京都町奉行 Kyōto-machi-bugyō, 京都代官 Kyōto daikan).
1871 wurde Kyōto durch den Zusammenschluss mit weiteren Präfekturen (ehemaligen -han) und die Bereinigung von Ex-/Enklaven auf den Großteil der Provinzen Yamashiro und Tamba ausgedehnt. In Verbindung mit der Reform des Familienregisters wurden ab 1871 alle Präfekturen in nummerierte Arrondissements (大区 daiku, wörtl. „Großbezirke“) eingeteilt. 1876 wurde die Präfektur Toyooka in den Provinzen Tajima und Tango (+ein kleiner Teil von Tamba) geteilt: Tajima ging an Hyōgo, Tango an Kyōto, das damit im Wesentlichen seine heutigen Grenzen erreichte. 1878 wurde es in 18 (aus der chinesisch-geprägten, antiken Verwaltung reaktivierte) Landkreise (郡, -gun) und drei neue Stadtkreise (-ku) unterteilt, von letzteren waren Kamigyō-ku und Shimogyō-ku die Vorläufer der Kyōto-shi, der Fushimi-ku wurde wenige Jahre später wieder aufgelöst. (1931 wurde die Stadt Fushimi nach Kyōto eingemeindet, und heute gibt es dort als Stadtbezirk wieder einen Fushimi-ku, aber nicht in den gleichen Grenzen.)
Mit Einführung der modernen Gemeinden nach preußischem Vorbild 1889 bestand die Präfektur Kyōto aus der kreisfreien Stadt (市, -shi) Kyōto (mit den zwei bisherigen Stadtkreisen als Stadtbezirke), sowie 14 Städten (町, -chō) und 265 Dörfern (村, -mura) in den 18 Landkreisen. Durch Eingliederungen und Fusionen sank die Zahl der Gemeinden von 270 (1920) über 188 (1950) und 63 (1955) auf 44 im Jahr 1960. Seit 2007 besteht die Präfektur aus 15 kreisfreien Städten (-shi), zehn [kreisangehörigen] Städten (chō) und einem Dorf (mura), letztere zusammengefasst in sechs Landkreisen. Drei dieser Landkreise bestehen aus jeweils nur noch einer Gemeinde. Die Stadt Kyōto, der Sitz der Präfekturverwaltung, gehörte 1922 zu den sechs Großstädten (roku daitoshi) mit ausgeweiteter Selbstverwaltung und ist seit 1956 eine designierte Großstadt.

Die Gliederung der Präfektur Kyoto

| Code                                 | Name                                 | Name                                 | Kreis (-gun) | Fläche (in km²) | Bevölkerung     | Bevölkerung     | Bevölkerungs- dichte (Ew./km²) |
| Code                                 | lateinisch                           | japanisch                            | Kreis (-gun) | 1. Januar 2023  | 1. Oktober 2021 | 1. Oktober 2015 | Bevölkerungs- dichte (Ew./km²) |
| ------------------------------------ | ------------------------------------ | ------------------------------------ | ------------ | --------------- | --------------- | --------------- | ------------------------------ |
| 26100                                | Kyōto-shi                            | 京都市                               | –            | 827,83          | 1.455.123       | 1.475.183       | 1781,99                        |
| 26201                                | Fukuchiyama-shi                      | 福知山市                             | –            | 552,54          | 76.804          | 78.935          | 142,86                         |
| 26202                                | Maizuru-shi                          | 舞鶴市                               | –            | 342,13          | 79.067          | 83.990          | 245,49                         |
| 26203                                | Ayabe-shi                            | 綾部市                               | –            | 347,10          | 31.488          | 33.821          | 97,44                          |
| 26204                                | Uji-shi                              | 宇治市                               | –            | 67,54           | 178.445         | 184.678         | 2734,35                        |
| 26205                                | Miyazu-shi                           | 宮津市                               | –            | 172,74          | 16.368          | 18.426          | 106,67                         |
| 26206                                | Kameoka-shi                          | 亀岡市                               | –            | 224,80          | 85.864          | 89.479          | 398,04                         |
| 26207                                | Jōyō-shi                             | 城陽市                               | –            | 32,71           | 74.134          | 76.869          | 2350,02                        |
| 26208                                | Mukō-shi                             | 向日市                               | –            | 7,72            | 56.616          | 53.380          | 6914,51                        |
| 26209                                | Nagaokakyō-shi                       | 長岡京市                             | –            | 19,17           | 80.817          | 80.090          | 4177,88                        |
| 26210                                | Yawata-shi                           | 八幡市                               | –            | 24,35           | 70.023          | 72.664          | 2984,15                        |
| 26211                                | Kyōtanabe-shi                        | 京田辺市                             | –            | 42,92           | 73.966          | 70.835          | 1650,4                         |
| 26212                                | Kyōtango-shi                         | 京丹後市                             | –            | 501,44          | 50.075          | 55.054          | 109,79                         |
| 26213                                | Nantan-shi                           | 南丹市                               | –            | 616,40          | 31.342          | 33.145          | 53,77                          |
| 26214                                | Kizugawa-shi                         | 木津川市                             | –            | 85,13           | 78.796          | 72.840          | 855,63                         |
| 26303                                | Ōyamazaki-chō                        | 大山崎町                             | Otokuni      | 5,97            | 16.071          | 15.181          | 2542,88                        |
| 26322                                | Kumiyama-chō                         | 久御山町                             | Kuse         | 13,86           | 15.067          | 15.805          | 1140,33                        |
| 26343                                | Ide-chō                              | 井手町                               | Tsuzuki      | 18,04           | 7296            | 7910            | 438,47                         |
| 26344                                | Uji-Tawara-chō                       | 宇治田原町                           | Tsuzuki      | 58,16           | 8777            | 9319            | 160,23                         |
| 26364                                | Kasagi-chō                           | 笠置町                               | Sōraku       | 23,52           | 1091            | 1368            | 58,16                          |
| 26365                                | Wazuka-chō                           | 和束町                               | Sōraku       | 64,93           | 3410            | 3956            | 60,93                          |
| 26366                                | Seika-chō                            | 精華町                               | Sōraku       | 25,68           | 36.041          | 36.376          | 1416,51                        |
| 26367                                | Minami-Yamashiro-mura                | 南山城村                             | Sōraku       | 64,11           | 2342            | 2652            | 41,37                          |
| 26407                                | Kyōtamba-chō                         | 京丹波町                             | Funai        | 303,09          | 12.601          | 14.453          | 47,69                          |
| 26463                                | Ine-chō                              | 伊根町                               | Yosa         | 61,95           | 1878            | 2110            | 34,06                          |
| 26465                                | Yosano-chō                           | 与謝野町                             | Yosa         | 108,38          | 19.690          | 21.834          | 201,46                         |
| Zwischensumme kreisfreie Städte/-shi | Zwischensumme kreisfreie Städte/-shi | Zwischensumme kreisfreie Städte/-shi | 15 shi       | 3.864,50        |                 | 2.479.389       | 641,58                         |
| Zwischensumme Landkreise/-gun        | Zwischensumme Landkreise/-gun        | Zwischensumme Landkreise/-gun        | 6 gun        | 747,70          |                 | 130.964         | 175,16                         |
| 26000 (ISO: JP-26)                   | Kyōto-fu                             | 京都府                               | 26 Gemeinden | 4.612,20        | 2.563.192       | 2.610.353       | 565,97                         |

Anmerkung: Es gibt ein Gebiet mit ungeklärter Gemeindezugehörigkeit zwischen den kreisfreien Städten Miyazu, Kyōtango und der Stadt Ine.

### Bevölkerungsentwicklung der Präfektur
| Census- Jahr | Gesamt- Bevölkerung | männliche Bevölkerung | weibliche Bevölkerung | Geschlechter- verhältnis Männer auf 1000 Frauen | Fläche in km² | Bevölkerungs- dichte Einw. je km² |
| ------------ | ------------------- | --------------------- | --------------------- | ----------------------------------------------- | ------------- | --------------------------------- |
| 1920         | 1.287.147           | 650.780               | 636.367               | 1023                                            | 4558,62       | 282,4                             |
| 1925         | 1.406.382           | 717.464               | 688.918               | 1041                                            | 4558,62       | 308,5                             |
| 1930         | 1.552.832           | 792.420               | 760.412               | 1042                                            | 4623,20       | 335,9                             |
| 1935         | 1.702.508           | 862.998               | 839.510               | 1028                                            | 4621,20       | 368,4                             |
| 1940         | 1.729.993           | 863.494               | 866.499               | 997                                             | 4621,20       | 374,4                             |
| 1945         | 1.603.796           | 752.494               | 851.302               | 884                                             | 4621,20       | 347,1                             |
| 1950         | 1.832.934           | 891.616               | 941.318               | 947                                             | 4632,42       | 395,7                             |
| 1955         | 1.935.161           | 944.278               | 990.883               | 953                                             | 4633,61       | 417,6                             |
| 1960         | 1.993.403           | 973.040               | 1.020.363             | 954                                             | 4612,07       | 432,2                             |
| 1965         | 2.102.808           | 1.028.073             | 1.074.735             | 957                                             | 4612,20       | 455,9                             |
| 1970         | 2.250.087           | 1.102.011             | 1.148.076             | 960                                             | 4612,26       | 487,9                             |
| 1975         | 2.424.856           | 1.190.854             | 1.234.002             | 965                                             | 4612,79       | 525,7                             |
| 1980         | 2.527.330           | 1.238.365             | 1.288.965             | 961                                             | 4612,84       | 547,9                             |
| 1985         | 2.586.574           | 1.264.035             | 1.322.539             | 956                                             | 4612,90       | 560,7                             |
| 1990         | 2.602.460           | 1.267.620             | 1.334.840             | 950                                             | 4612,19       | 564,3                             |
| 1995         | 2.629.592           | 1.276.838             | 1.352.754             | 944                                             | 4612,39       | 570,1                             |
| 2000         | 2.644.391           | 1.278.142             | 1.366.249             | 936                                             | 4612,94       | 573,3                             |
| 2005         | 2.647.660           | 1.272.993             | 1.374.667             | 926                                             | 4613,00       | 574,0                             |
| 2010         | 2.636.092           | 1.265.387             | 1.370.705             | 923                                             | 4613,21       | 571,4                             |
| 2015         | 2.610.353           | 1.248.972             | 1.361.381             | 917                                             | 4612,19       | 566,0                             |

## Größte kreisfreie Städte
| Census-Jahr | Einwohner | Einwohner | Einwohner | Einwohner | Einwohner | Einwohner |
| Census-Jahr | 2015      | 2010      | 2005      | 2000      | 1995      | 1990      |
| ----------- | --------- | --------- | --------- | --------- | --------- | --------- |
| Kyōto       | 1.475.183 | 1.474.015 | 1.474.811 | 1.467.785 | 1.463.822 | 1.461.103 |
| Fukuchiyama | 78.935    | 79.652    | 67.858    | 68.098    | 66.761    | 66.506    |
| Maizuru     | 83.990    | 88.669    | 91.733    | 94.050    | 94.784    | 96.333    |
| Ayabe       | 33.821    | 35.836    | 37.755    | 38.881    | 39.981    | 40.595    |
| Uji         | 184.678   | 189.609   | 189.591   | 189.112   | 184.830   | 177.010   |
| Miyazu      | 18.426    | 19.948    | 21.512    | 23.276    | 24.937    | 26.450    |
| Kameoka     | 89.479    | 92.399    | 93.996    | 94.555    | 92.398    | 85.283    |
| Jōyō        | 76.869    | 80.037    | 81.636    | 84.346    | 85.398    | 84.770    |
| Mukō        | 53.380    | 54.328    | 55.041    | 53.425    | 53.290    | 52.928    |
| Nagaokakyō  | 80.090    | 79.844    | 78.335    | 77.846    | 78.697    | 77.191    |
| Yawata      | 72.664    | 74.227    | 74.252    | 73.682    | 75.779    | 75.758    |
| Kyōtanabe   | 70.835    | 67.910    | 64.008    | 59.577    | ——        | ——        |
| Kyōtango    | 55.054    | 59.038    | 62.723    | ——        | ——        | ——        |
| Nantan      | 33.145    | 35.214    | ——        | ——        | ——        | ——        |
| Kizugawa    | 72.840    | 69.761    | ——        | ——        | ——        | ——        |

- 1. April 1997 – Die Kleinstadt Tanabe wird zur kreisfreien Stadt Kyōtanabe erhoben.
- 1. April 2004 – Die kreisfreie Stadt Kyōtango wird aus sechs Gemeinden gebildet.
- 1. Januar 2006 – Die kreisfreie Stadt Nantan wird aus vier Gemeinden gebildet.
- 12. März 2007 – Die kreisfreie Stadt Kizugawa wird aus drei Gemeinden gebildet.

## Partnerschaften
Die Präfektur Kyōto unterhält sieben Regional- und Städtepartnerschaften: mit der chinesischen Provinz Shaanxi, mit der indonesischen Sonderregion Yogyakarta, mit dem US-Bundesstaat Oklahoma, mit dem russischen Oblast Leningrad sowie mit der schottischen Stadt Edinburgh und der deutschen Stadt Köln. Außerdem besteht eine Wirtschafts- und Umweltkooperation mit der italienischen Region Toskana.

## Polizei

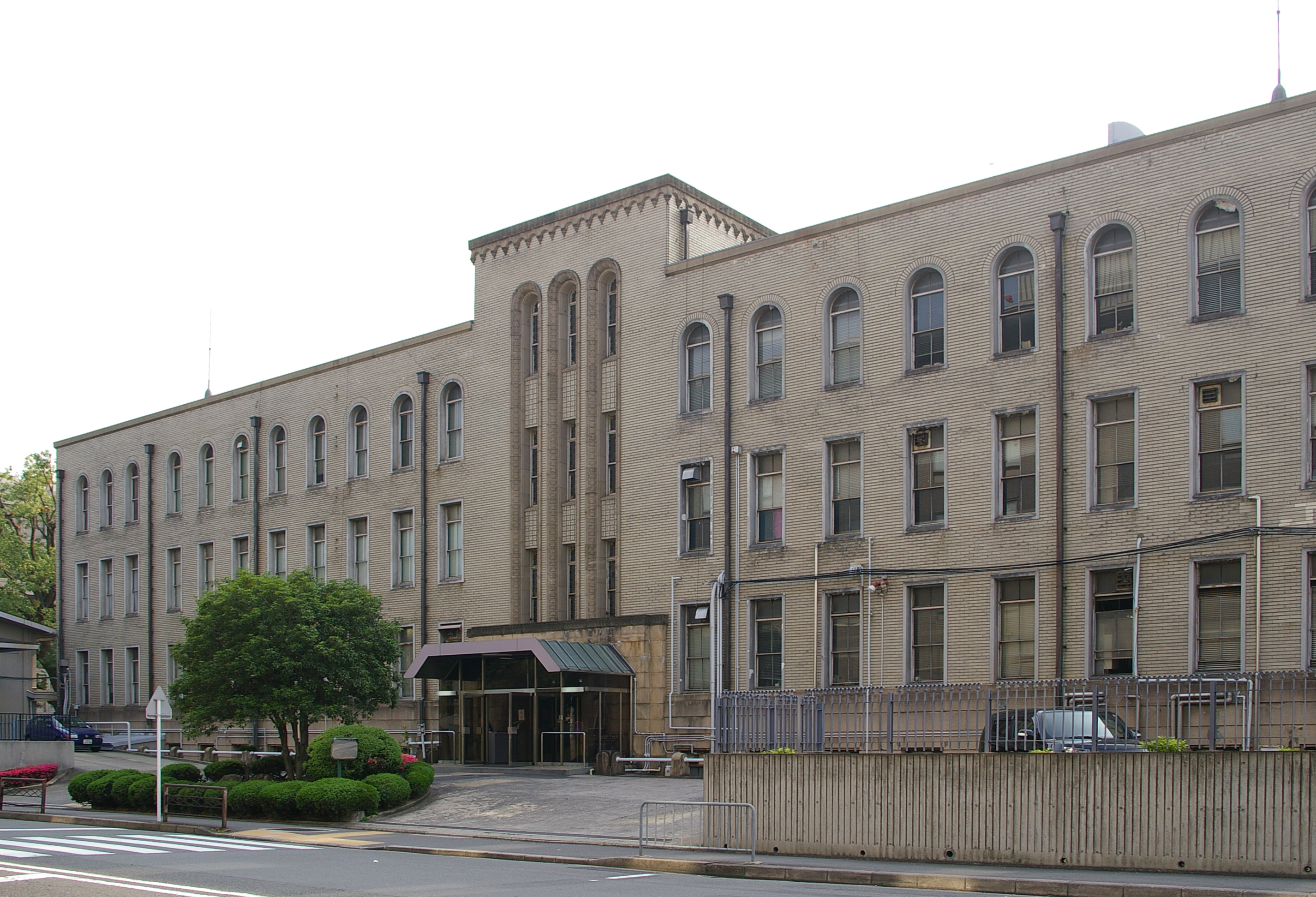
Das Hauptquartier der Präfekturpolizei von Kyōto im Bezirk Kamigyō der Stadt Kyōto

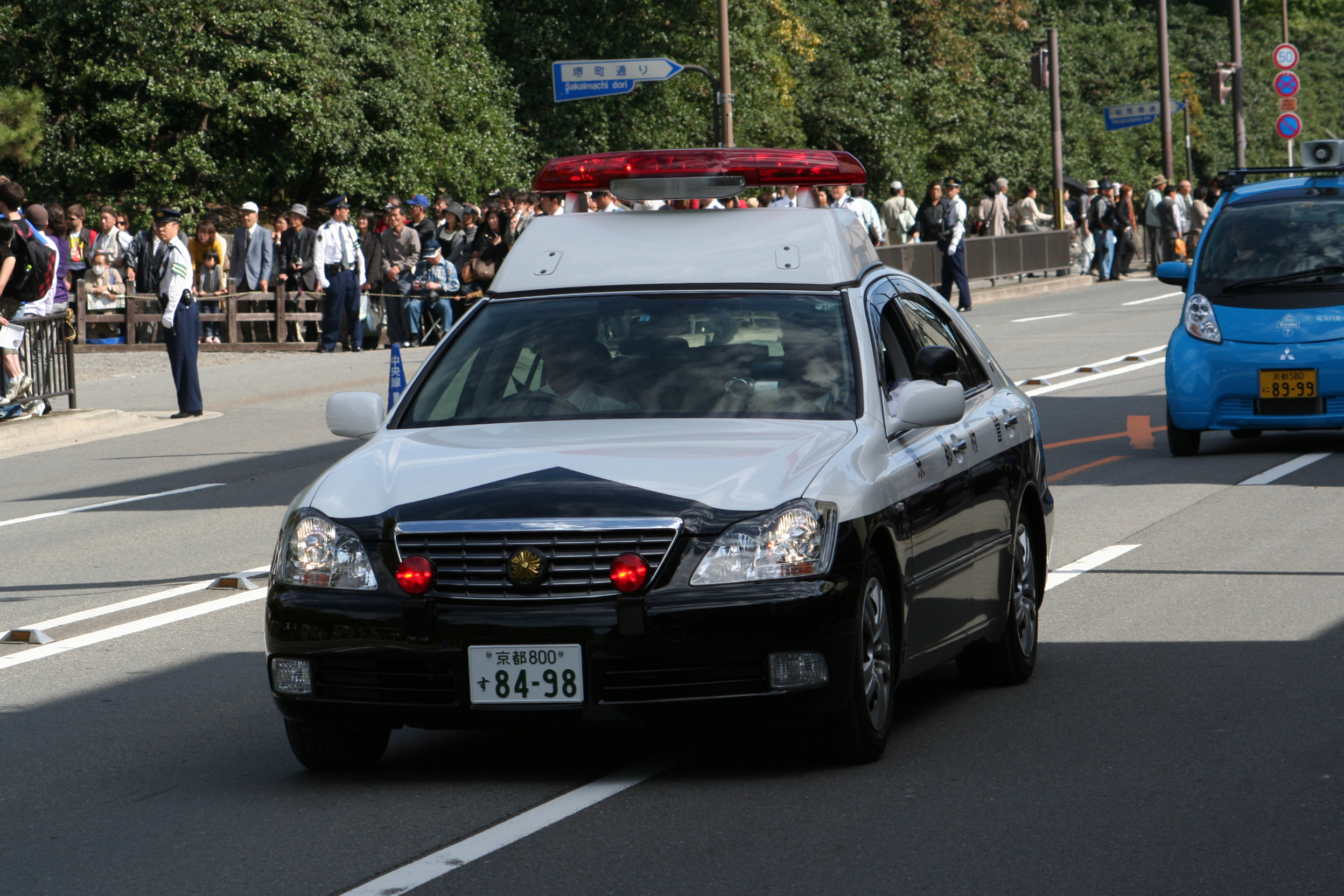
Ein Streifenwagen der Präfekturpolizei beim Jidai-Matsuri

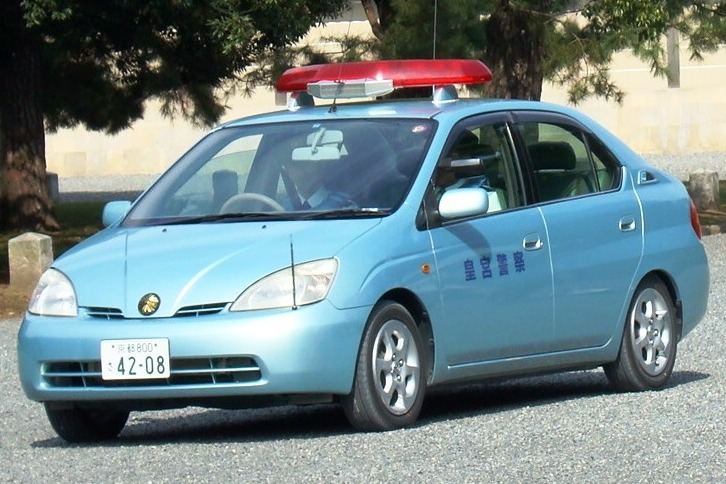
Ein Einsatzwagen der Palastpolizei in Kyōto

Die Präfekturpolizei von Kyōto (Kyōto-fukeisatsu, 京都府警察, kurz Kyōto-fukei, 京都府警, oder bei eindeutigem Kontext nur fukei, 府警) besteht in heutiger Form seit 1954, als das neue Polizeigesetz die vorher während der Besatzungszeit stark dezentralisierte, teilweise auf Gemeindeebene angesiedelte Polizeiorganisation in Präfekturpolizeien bündelte. Wie in allen Präfekturen operiert sie unter der Aufsicht der Präfekturkommission für öffentliche Sicherheit (Kyōto-fu kōan iinkai, 京都府公安委員会). Ihre fünf Mitglieder werden prinzipiell vom Gouverneur mit Zustimmung des Parlaments ernannt, zwei werden auf Nominierung von Bürgermeister und Parlament der Stadt Kyōto ernannt, die als designierte Großstadt besondere Mitspracherechte hat. Für die nationale Koordination, Ausbildung und Ausstattung ist die Polizei von Kyōto dem regionalen Polizeiamt Kinki (Kinki kanku keisatsukyoku, 近畿管区警察局) der nationalen Polizeibehörde zugeordnet. Mit über 6.000 Polizisten ist die Polizei von Kyōto zwar bereits deutlich kleiner als die größten Präfekturpolizeien, gehört aber im landesweiten Vergleich immer noch zu den größeren und ist überproportional groß im Verhältnis zur Einwohnerzahl. Es gibt in Kyōto 25 Polizeireviere, davon liegen zwölf in der Stadt Kyōto, und über 180 städtische und über 100 ländliche Polizeihäuschen (kōban, 交番, und chūzaisho, 駐在所).
Die Palastpolizei (kōgū keisatsu, 皇宮警察, engl. Kaiserliche Garde), die auch in Kyōto für den Schutz des Kaiserpalasts, der kaiserlichen Villen und ggf. der kaiserlichen Familie und deren Gäste zuständig ist und hier ein eigenes Revier unterhält, ist Teil der nationalen Polizeibehörde.

## Wirtschaft
Im Jahr 2021 waren acht Forbes Global 2000-Unternehmen in der Präfektur Kyoto ansässig: Nintendo, Nidec, Kyocera, Murata Manufacturing, Omron, Rohm, Bank of Kyoto, SCREEN Holdings.
Takara Holdings, GS Yuasa, Mitsubishi Logisnext, Maxell und Kyoto Animation sind ebenfalls in der Präfektur ansässig.

## Verkehr
Durch die Tōkaidō-Shinkansen der JR Tōkai ist die Stadt Kyōto an das Hochgeschwindigkeitsbahnnetz angeschlossen, parallel verläuft die Tōkaidō-Hauptlinie der JR Nishi-Nihon. Ebenfalls im Süden verbinden mehrere Linien der JR Nishi-Nihon und von Privatbahnen (Keihan, Hankyū, Kintetsu) Kyōto mit dem Rest des Keihanshin-Ballungsraums. Von der Stadt Kyōto in den Nordwesten der Präfektur und weiter nach Hyōgo führt die San’in-Hauptlinie, in der Stadt Ayabe trifft sie auf die Maizuru-Linie in die gleichnamige Stadt Maizuru, von dort führt die Obama-Linie ostwärts nach Fukui. Eine wichtige Privatbahn im Nordwesten von Kyōto ist die Kyōto-Tango-Eisenbahn der Willer Trains, die heute die Miyazu-Linie der früheren Staatsbahn betreibt.
Die Meishin-Autobahn verbindet die Stadt Kyōto mit Nagoya und Osaka, um die Stadt herum führt durch den Süden der Keiji-Bypass (rechtlich eine mautpflichtige Schnellstraße bzw. „B-Strecke“). Die Kyōto-Transversalautobahn (Kyōto jūkan jidōshadō; ebenfalls „B-Strecke“) führt nach Maizuru im Nordwesten, dort verbindet die Maizuru-Wakasa-Autobahn mit Fukui und dem Norden von Hyōgo.
Das einzige, präfekturweit verwendete Kfz-Kennzeichen in Kyōto ist Kyōto.
Es gibt keinen größeren Flughafen in Kyōto, in den Nachbarpräfekturen Osaka und Hyōgo liegen die Internationalen Flughäfen Osaka und Kansai und der Flughafen Kōbe.

## Sehenswürdigkeiten und Landmarken (Auswahl)

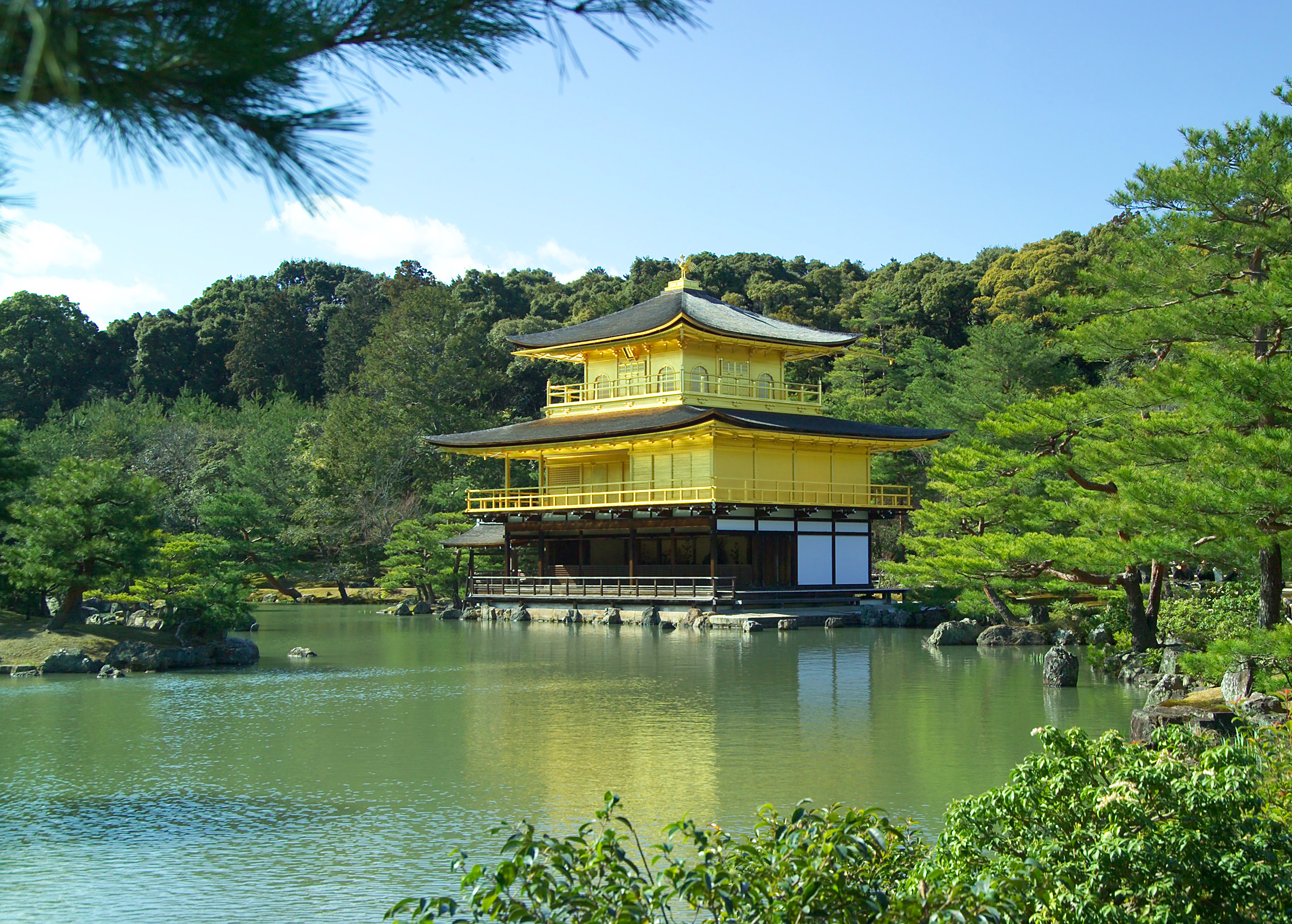
Kinkaku-ji in Kyōto
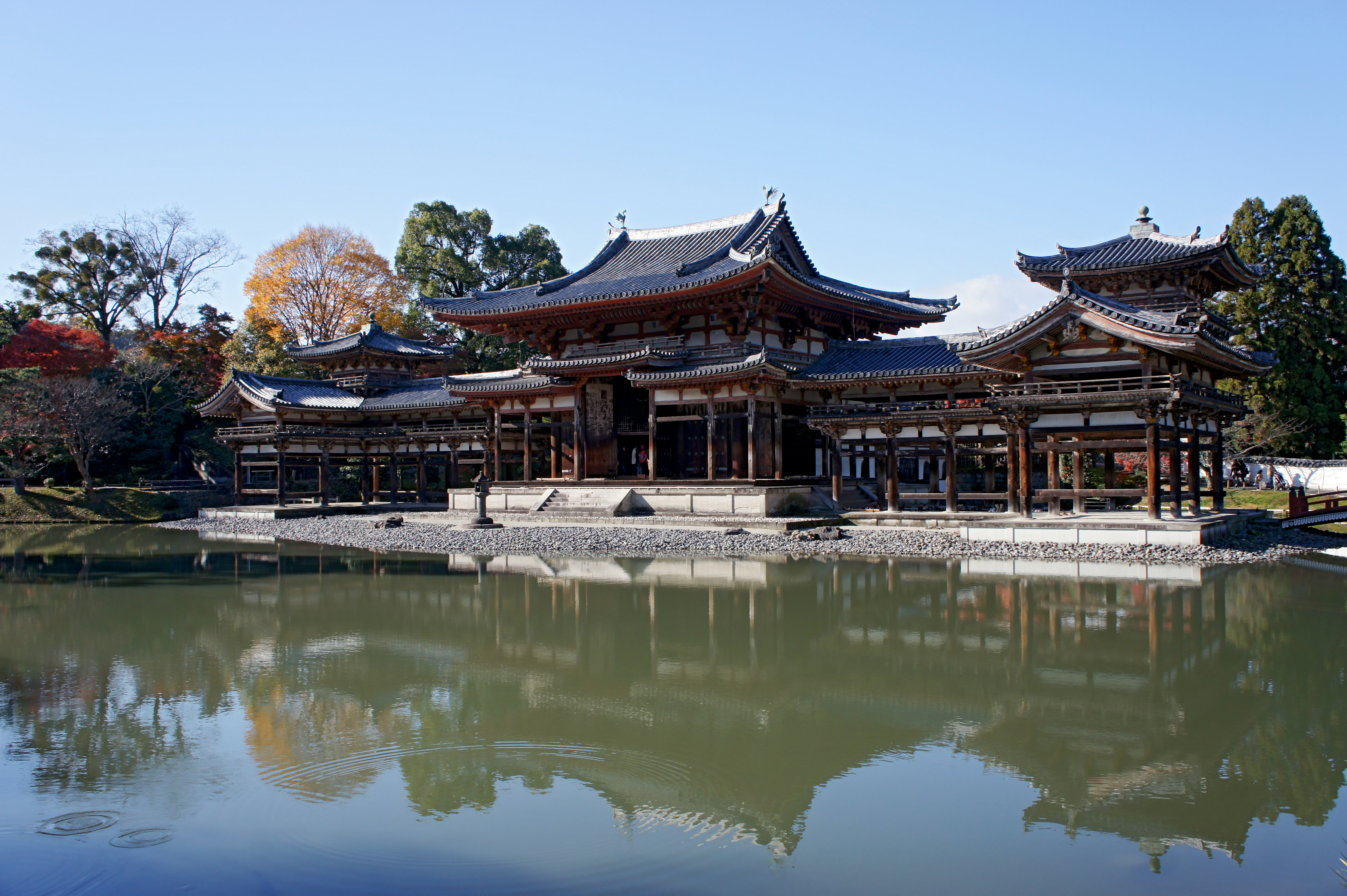
Byōdō-in Tempel in Uji
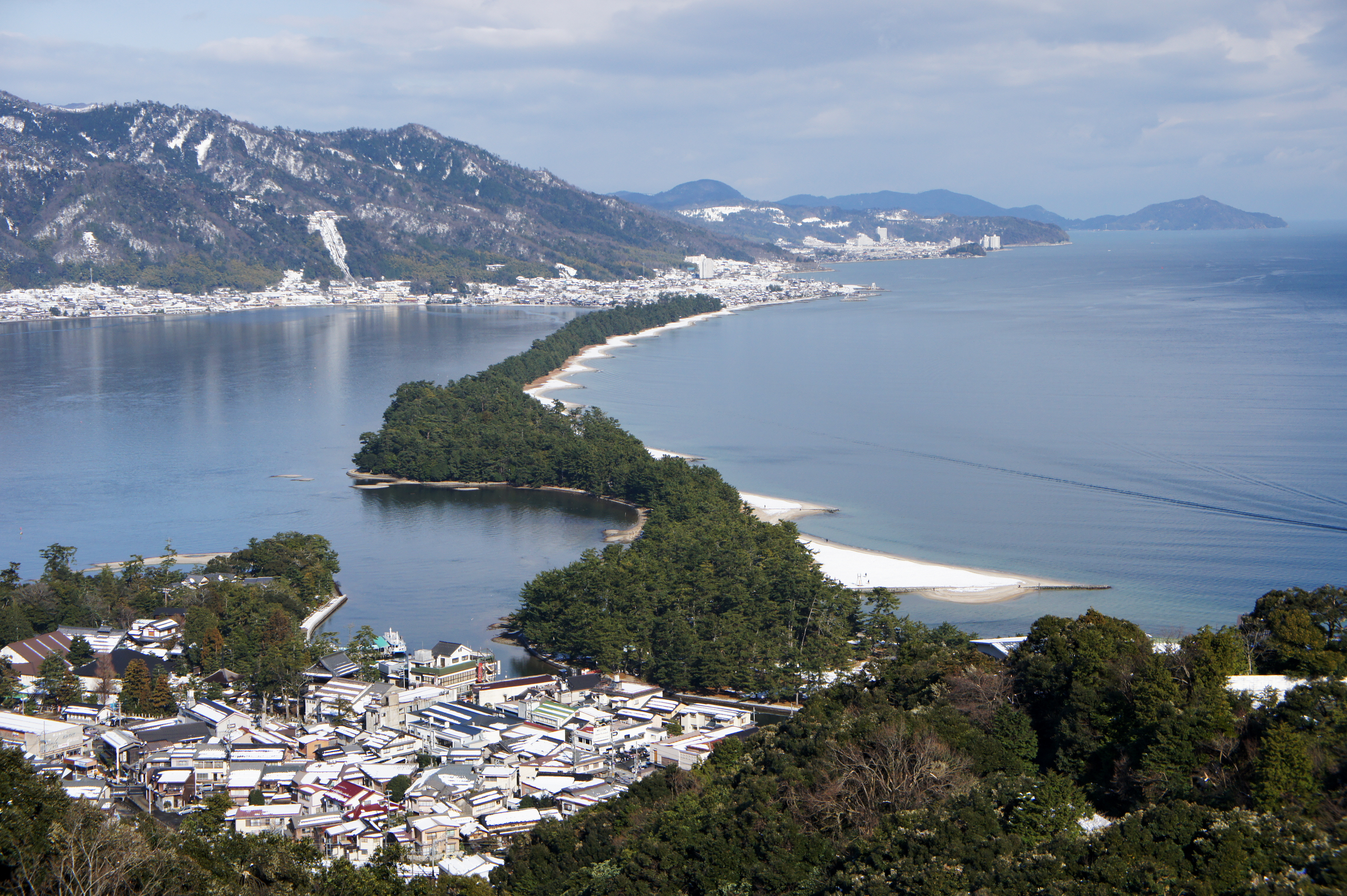
Amanohashidate